# Anne Anderson (illustratrice)
Annie Anderson, detta Anne (1874 – 26 maggio 1952), è stata un'illustratrice scozzese, celebre come autrice Liberty di libri per l'infanzia, oltreché come pittrice, incisora e disegnatrice di biglietti d'augurio. Il suo stile artistico fu influenzato da colleghi contemporanei tra i quali il marito, Alan Wright (1864-1959)..

## Biografia
Nacque in Scozia da James e Grace Anderson, e trascorse con loro e i fratelli - quattro maschi e una sorella, omonima della madre - la giovinezza in Argentina. Una volta raggiunta l'età adulta, Annie e Grace tornarono in Inghilterra per cercare un'occupazione. Nel 1910, Annie poté permettersi di acquistare una casa nel Berkshire.
Sposò l'artista Alan Wright nel giugno del 1912 nella chiesa parrocchiale di Santa Maria a Burghfield, e vissero nella stessa casa acquistata due anni prima. Anche se collaborarono assieme in alcuni progetti, la Anderson fu sempre considerata la forza trainante della coppia professionale. Suo marito ebbe un certo successo come illustratore, fino a quando lavorò su di un libro del diffamato omosessuale Baron Corvo nel 1898.

## Opere
I suoi lavori per la letteratura cominciarono ad apparire alla fine dell'epoca edoardiana. Le sue illustrazioni sono riprodotte anche in libri e annuali come il Blackie's e il Cassell's, su ceramiche cinesi della Royal Doulton, e sono state spesso utilizzate come immagini per cartoline.

## Galleria

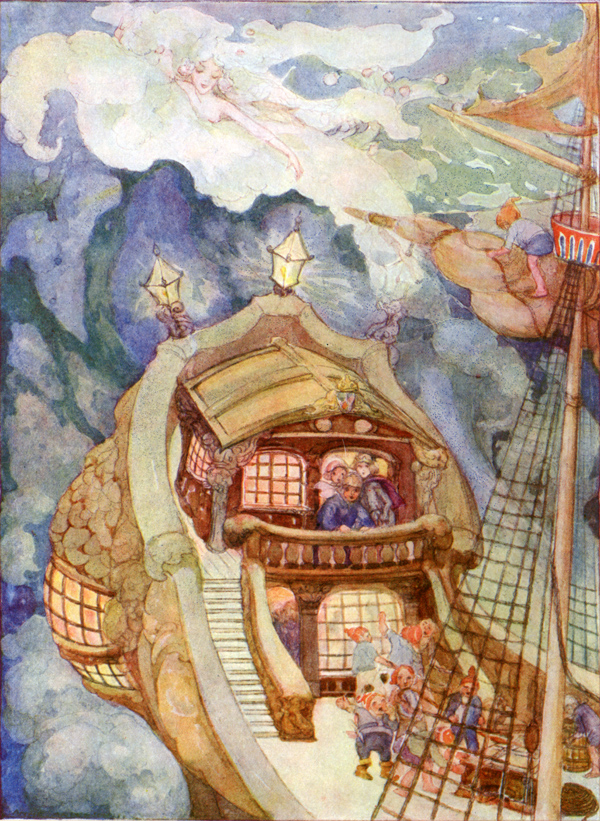
La sirenetta
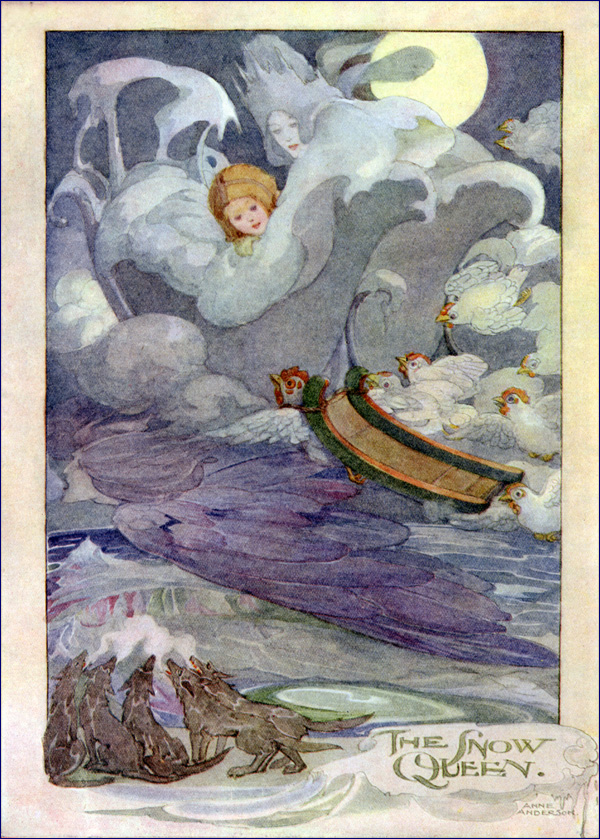
La regina delle nevi
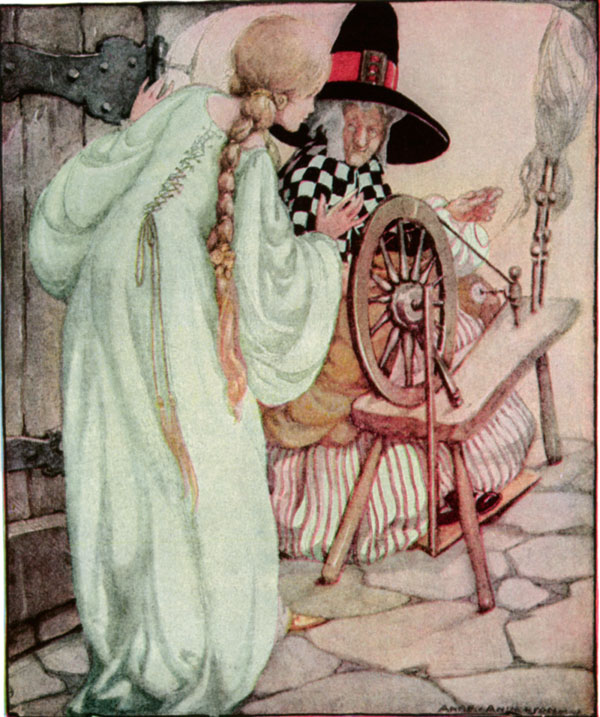
Rosaspina
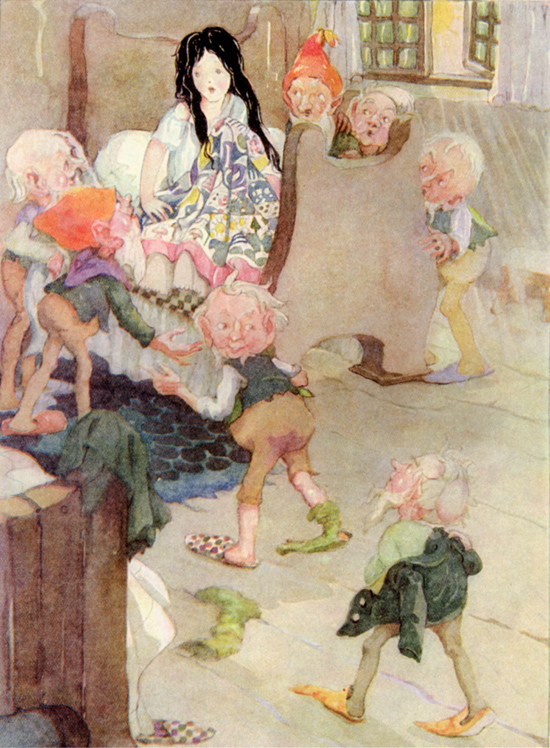
Biancaneve
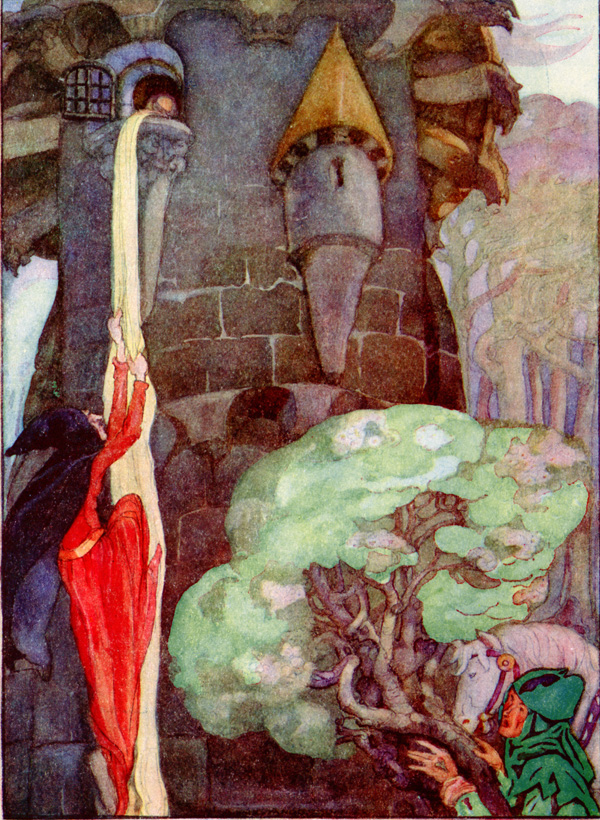
Raperonzolo
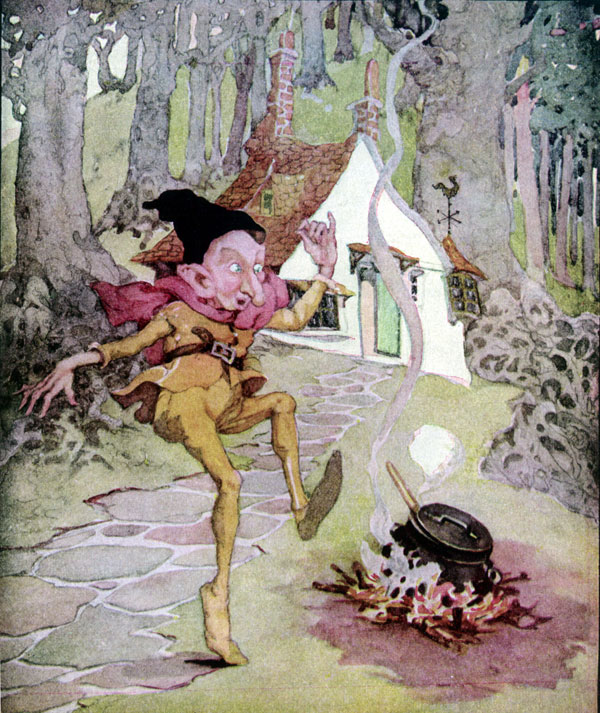
Tremotino
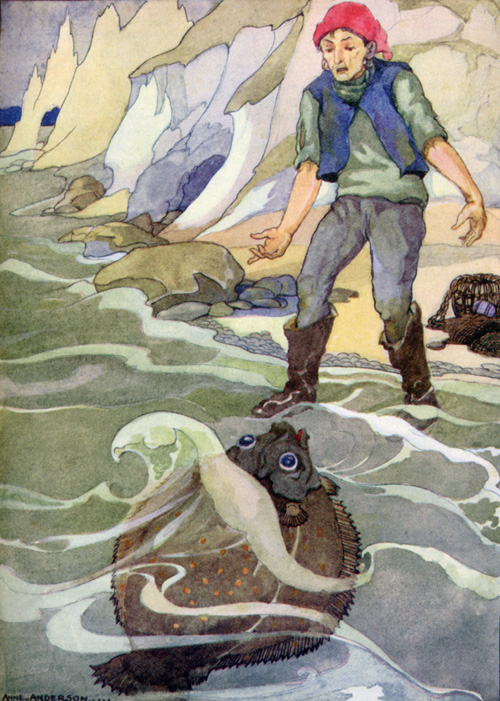
Il pescatore e sua moglie
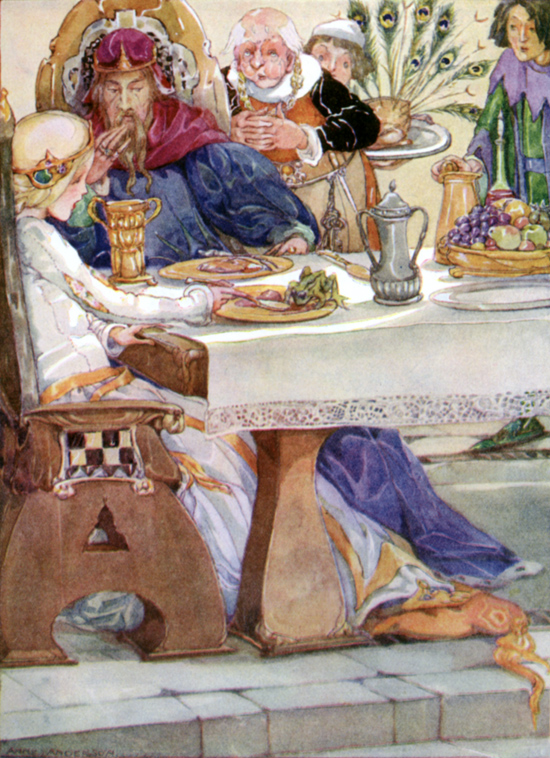
Il principe ranocchio
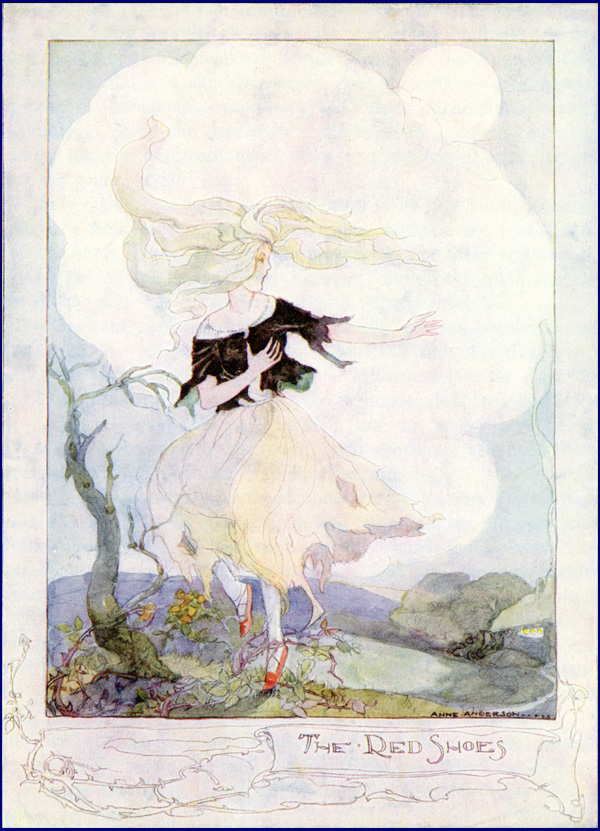
Le scarpette rosse
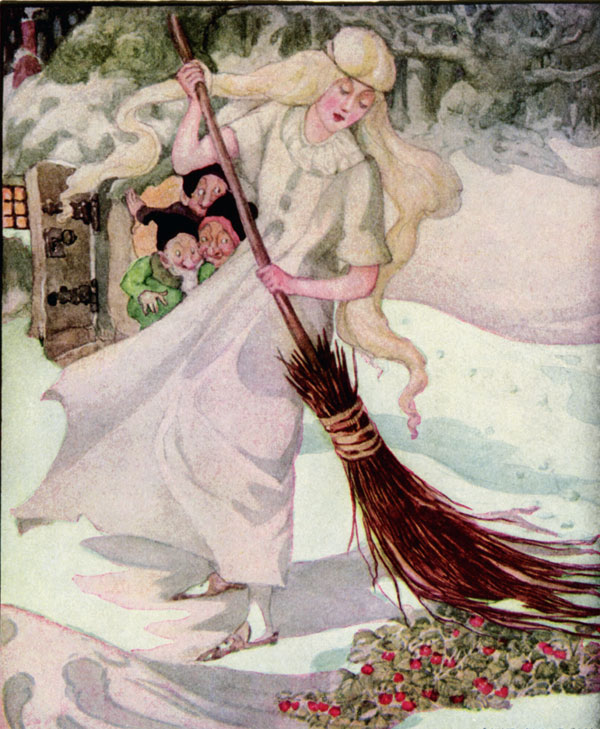
I tre nani

## Pubblicazioni[5]
- "The Green Book: or The Story of the Little Green Woodman", illustrato da Anne Anderson, Londra, Henry Frowde and Hodder and Stoughton, 1909.
- "Aucassin and Nicolete", ed. orig. a cura di Harold Child, con illustrazioni di Anne Anderson, Londra, A. & C. Black, 1911.
- "Little Folk's Picture Story Book", illustrato da Anne Anderson ed Alan Wright, Londra, Thomas Nelson & Sons, 1920.
- "Fireside Stories ...", di Madeline Barnes, illustrato da Anne Anderson, Londra, Blackie & Son, 1922.
- "Grimm's Fairy Tales", illustrato da Anne Anderson, Glasgow-Londra, W. Collins Sons & Co., 1922.
- "The Anne Anderson Fairy-Tale Book", Londra, T. Nelson & Sons, 1923.
- "Heidi", di Johanna Spyri, tradotto da Helene S. White, illustrazioni da Anne Anderson, Londra, G. G. Harrap & Co., 1924.
- "Hans Andersen's Fairy Tales", illustrato da Anne Anderson, Glasgow-Londra, Collins' Clear-Type Press, 1924.
- "The Old Mother Goose Nursery Rhyme Book", illustrato da Anne Anderson, Londra, T. Nelson & Sons, 1926.